# Quartet de corda núm. 9 (Schubert)
El Quartet de corda núm. 9, D. 173, en sol menor, va ser compost per Franz Schubert el 1815.

## Moviments
1. Allegro con brio (sol menor)
2. Andantino (si♭ major)
3. Menuetto: Allegro vivace (sol menor; Trio en si♭ major)
4. Allegro (sol menor)